# Gravenhorst (Hörstel)

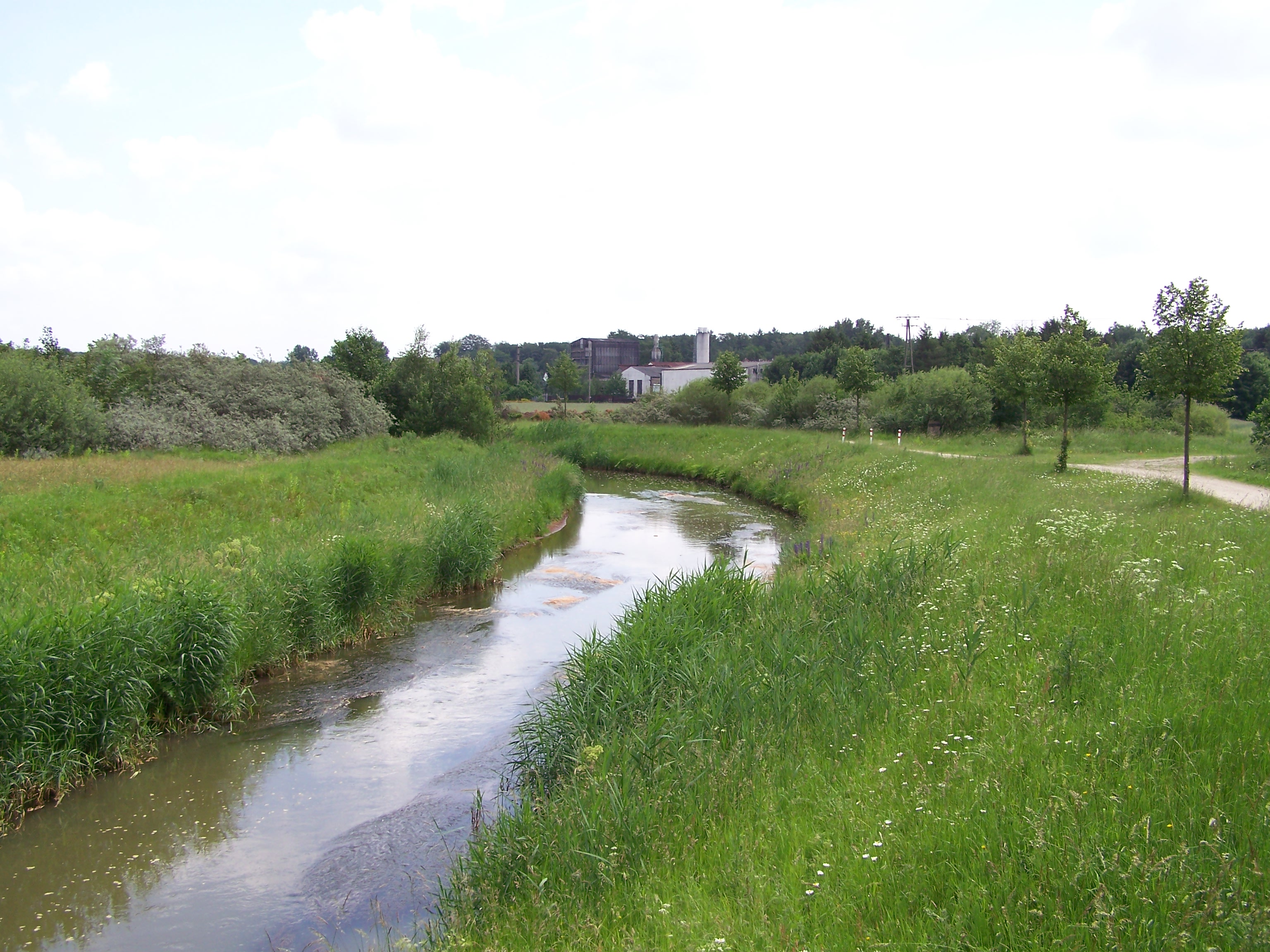
Die Hörsteler Aa in Gravenhorst, im Hintergrund die ehemalige Eisenhütte

Gravenhorst ist eine der Stadt Hörstel angehörige Bauerschaft in der Region Tecklenburger Land. Bekannt ist es vor allem durch das dort befindliche Kloster Gravenhorst.

## Geografie

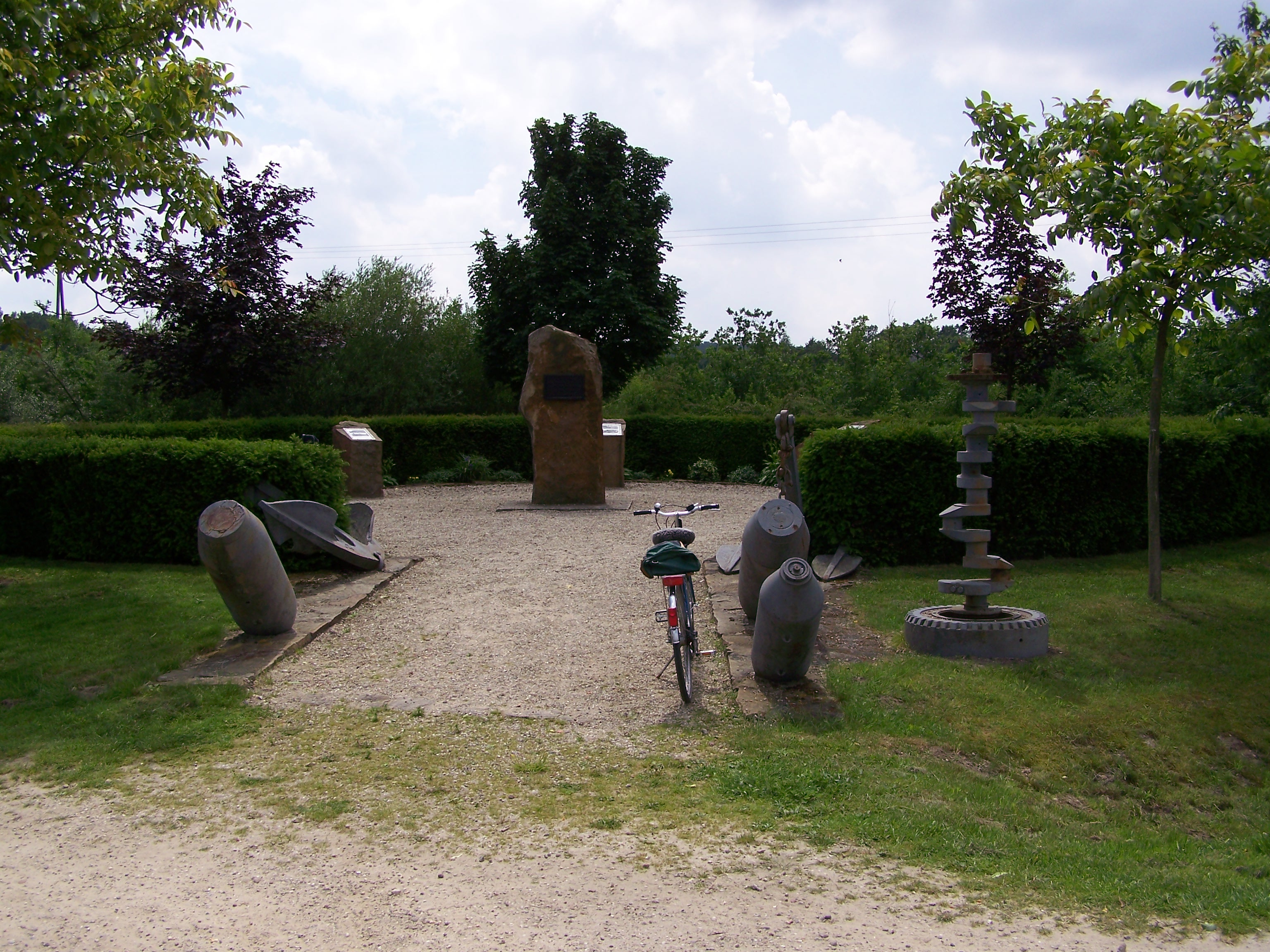
Gedenkstätte Gravenhorst

Gravenhorst liegt an den Ausläufern des Teutoburger Waldes. Westlich des Ortes liegt der Mittellandkanal. Die Hörsteler Aa fließt nördlich des Ortes. Die Durchquerung des Mittellandkanals durch den Teutoburger Wald wird im Volksmund auch Gravenhorster Schlucht genannt.

## Geschichte im Zweiten Weltkrieg
Im Zweiten Weltkrieg fanden durch vier Bombenangriffe auf den Mittellandkanal zahlreiche Menschen in Gravenhorst den Tod. Am Mittellandkanal befindet sich eine Mahn- und Erinnerungsstätte.

### 1. Bombardierung des Dükers am 6. November 1944
In der Nacht vom 6. auf den 7. November 1944 erfolgte der erste von mehreren Angriffen auf den Düker der Ibbenbürener Aa unter dem Mittellandkanal bei Gravenhorst. Ziel war es, durch die Zerstörung der Schifffahrtsverbindung den Nachschub vor allem für den U-Bootbau nachhaltig zu stören. Der angreifende Verband der No. 5 Bomber Group bestand aus 235 Avro Lancaster und 7 Mosquito, die den Flugplätzen in der Nähe von Metheringham, Waddington und Strubby starteten. Zeitgleich sollte auch der Dortmund-Ems-Kanal in Ladbergen bombardiert werden.
Durch die in den Kanal gefallene und dadurch erloschene Zielmarkierung war der Bombenangriff ein Fehlschlag. Nur wenige Bomber konnten ihre Bomben abwerfen, bis der Einsatz abgebrochen wurde. Durch die deutschen Nachtjäger wurden zehn Bomber abgeschossen.

### 2. Bombardierung des Dükers am 21. November 1944
Nach der ersten erfolglosen Bombardierung wurde in der Nacht vom 21. auf den 22. November ein weiterer Versuch gestartet. 138 Lancaster und 6 Mosquito der No. 5 Bomber Group starteten unter anderem in Fulbeck bei Nottingham. Die Treffer der ca. 1.400 abgeworfenen Bomben ließen den Kanal auslaufen und für einige Zeit unbrauchbar werden. Bei diesem Angriff kamen in Gravenhorst 22 Zivilisten, niederländische Binnenschiffer und sowjetische Kriegsgefangene ums Leben. Auch zwei Lancaster wurden abgeschossen, in denen 13 britische Soldaten starben.

### 3. Bombardierung des Dükers am 1. Januar 1945
Schon am 20. Dezember wurde der Mittellandkanal nach Instandsetzung durch Kriegsgefangene, Zwangsarbeiter und Reichsarbeitsdienst wieder in Betrieb genommen. So schickte das Bomber Command in den Abendstunden des 1. Januars 1945 152 Lancaster und 5 Mosquito für den dritten Angriff auf den Düker. Sie warfen ca. 1.700 Bomben ab, was den Kanal erneut beschädigte. Mit demselben Aufwand wie nach der zweiten Bombardierung wurde der Kanal wieder instand gesetzt.

### 4. Bombardierung des Dükers am 21. Februar 1945
In der Nacht vom 20. auf den 21. Februar gab es einen erfolglosen Anflug von 154 Lancaster und 11 Mosquito, der aufgrund der geschlossenen Wolkendecke im Zielgebiet abgebrochen wurde. In der folgenden Nacht vom 21. auf den 22. Februar wurde der Angriff mit 165 Lancaster und 12 Mosquito wiederholt und der Düker mit ungefähr 2.100 Bomben belegt.

### Kampfmittelräumung
In den Jahren von 1963 bis 1994 wurden 578 Blindgänger durch den Kampfmittelräumdienst im Bereich des Dükers in Gravenhorst entschärft. Die Größe der abgeworfenen Fliegerbomben betrug hauptsächlich 5, 10 und 20 Zentner.

## Sonstiges
Das Zisterzienserinnenkloster Gravenhorst wurde am 6. Dezember 1808 aufgehoben.
Bereits 1806 wurde die Gravenhorster Eisenhütte (heute Teuto Guss) von Leopold Wilhelm Schmölder aus Wesel  gegründet, der zweite mit Kokskohle betriebene Hochofen in Deutschland (nach Gleiwitz).